# Desa Cipinang (administrativ by i Indonesien, Jawa Barat, lat -6,51, long 107,55)
Desa Cipinang är en administrativ by i Indonesien.   Den ligger i provinsen Jawa Barat, i den västra delen av landet, 80 km öster om huvudstaden Jakarta.